# Level Plane Records
Level Plane Records – wytwórnia płytowa z Nowego Jorku.
Level Plane zostało założone na początku 1997 przez Grega Drudy'ego w celu wydania pierwszego 7" Saetii. Drudy prowadzi wytwórnię do dzisiaj.
Level Plane Records wydało wiele znaczących albumów post hardcore i screamo, a także liczne innych stylów jak dream pop, ambient noise, czy experimental rock.  Wytwórnia jest znana z takich nagrań jak A Retrospective Saetii, Lineage Situation Neil Perry, oraz wielu innych.

## Zespoły które należą lub należały do Level Plane
- A Day in Black and White
- Amanda Woodward
- Anodyne
- Aussitot Mort
- Books Lie
- Bright Calm Blue
- Bucket Full of Teeth
- City of Caterpillar
- Coliseum
- Envy
- The Fiction
- Get Fucked
- Gospel
- Graf Orlock
- The Holy Shroud
- Hot Cross (ex-Interpol)
- Kaospilot
- Lickgoldensky
- Life at These Speeds
- Light the Fuse and Run
- Malady
- Melt Banana
- Mikoto
- The Minor Times
- Muslimgauze
- Neil Perry
- North of America
- The Now
- One AM Radio
- pg. 99
- Racebannon
- Saetia
- Saviours
- Shikari
- Stop It!!
- Transistor Transistor
- You and I